# Cartigny GE
| GE ist das Kürzel für den Kanton Genf in der Schweiz. Es wird verwendet, um Verwechslungen mit anderen Einträgen des Namens Cartigny zu vermeiden. |

Cartigny ist eine politische Gemeinde des Kantons Genf in der Schweiz. Zur Gemeinde im Mittelpunkt der Champagne gehören die Dörfer Cartigny und La Petite Grave.

Historisches Luftbild von Werner Friedli von 1945

## Geschichte
1220 wurde das schon zu Römerzeiten besiedelte Cartigny als Cartiniacum bzw. Quartinie erwähnt. 1528 wurde Cartigny von den Savoyern erobert. 1536 wurde Cartigny durch Berner Truppen wieder befreit, die Bewohner mussten jedoch zum reformierten Glauben übertreten. 1567 bis 1754 gelangte es wie andere Genfer Gemeinden an Savoyen.

## Bevölkerung
| Bevölkerungsentwicklung | Bevölkerungsentwicklung | Bevölkerungsentwicklung | Bevölkerungsentwicklung | Bevölkerungsentwicklung | Bevölkerungsentwicklung | Bevölkerungsentwicklung | Bevölkerungsentwicklung | Bevölkerungsentwicklung | Bevölkerungsentwicklung | Bevölkerungsentwicklung | Bevölkerungsentwicklung | Bevölkerungsentwicklung |
| ----------------------- | ----------------------- | ----------------------- | ----------------------- | ----------------------- | ----------------------- | ----------------------- | ----------------------- | ----------------------- | ----------------------- | ----------------------- | ----------------------- | ----------------------- |
| Jahr                    | 1850                    | 1900                    | 1930                    | 1950                    | 2000                    | 2007                    | 2010                    | 2012                    | 2014                    | 2015                    | 2016                    | 2017                    |
| Einwohner               | 497                     | 385                     | 325                     | 398                     | 748                     | 748                     | 851                     | 867                     | 870                     | 865                     | 894                     | 904                     |

## Persönlichkeiten
- Jacques Martin (1794–1874), Soldat, evangelischer Geistlicher und Schriftsteller